# Мухсен аль-Гассані
Мухсен Салех Абдуллах Алі аль-Гассані (араб. محسن صالح الغساني; нар. 27 березня 1997) — оманський футболіст, нападник клубу «Ас-Сувайк» та національної збірної Оману.

## Клубна кар'єра
Народився 27 березня 1997 року. Вихованець футбольної школи клубу «Ас-Сувайк». Дорослу футбольну кар'єру розпочав 2015 року в основній команді того ж клубу, кольори якої захищає й донині.

## Виступи за збірні
2018 року залучався до складу молодіжної збірної Оману, взявши участь у молодіжному чемпіонаті Азії. На молодіжному рівні зіграв у 2 офіційних матчах.
30 серпня 2017 року дебютував в офіційних матчах у складі національної збірної Оману в товариській грі проти Афганістану (2:0).
У грудні 2018 року був включений до складу збірної на Кубок Азії 2019 року в ОАЕ. У першому матчі проти Узбекистану забив гол, зрівнявши рахунок, проте пізніше Оман пропустив другий м'яч і поступився за підсумками матчу 1:2.
| Дата       | Місто          | Господарі  | Результат | Гості | Турнір                     | Голи | Примітки |
| ---------- | -------------- | ---------- | --------- | ----- | -------------------------- | ---- | -------- |
| 09-01-2019 | Шарджа (місто) | Узбекистан | 2 – 1     | Оман  | Кубок Азії 2019 - 1-й етап | 1    | 67'      |
| Усього     |                | Матчів     | 1         |       | Голів                      | 1    |          |